# 菲尼斯顿起重机

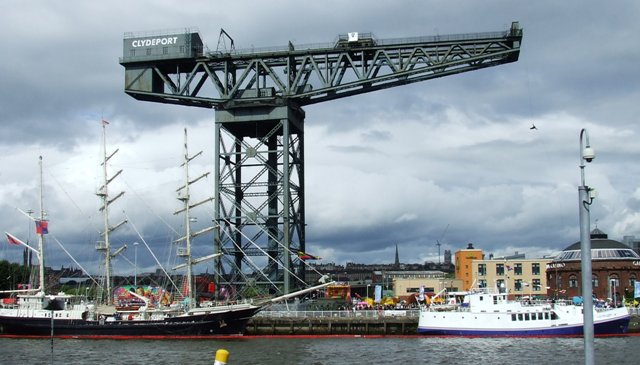
菲尼斯顿起重机

菲尼斯顿起重机（Finnieston Crane）苏格兰格拉斯哥市中心的一个废弃的巨型悬臂起重机，高174英尺（53）它的起重能力为175吨，在三分半钟内完成一个完整的旋转。该起重机曾经用于将货物，特别是蒸汽机车，装载到在世界各地出口的船舶上。随着船坞在1969年关闭.，它已不再使用，而保留作为城市的工程遗产的象征。
它是在克莱德河上的四个这样的起重机之一，第五个已在2007年拆除。全世界仅剩下十一架这样的巨型悬臂起重机。起重机可以在BBC太平洋码头的新闻广播背景下看到。

## 历史
皇后码头建立于1877年8月，占地61英畝（25公頃），用于从格拉斯哥中心出口货物。现在的菲尼斯顿起重机是克莱德河上最后一个巨型悬臂起重机。它建于1928年-1931年，1932年投入使用。